# Zâmbreasca, Teleorman
Zâmbreasca este satul de reședință al comunei cu același nume din județul Teleorman, Muntenia, România.

## Așezare geografică
Se află în partea de nord a județului.

## Populație
La recensământul din 2002 avea o populație de 1.910 locuitori. .

## Toponomie
Numele localitățiii Zâmbreasca se datorează cancelariiei mediavale din Valahia, ce folosea medio-bulgara ca limbă oficială, și înseamnă "malul de pământ", cu referire la malul înalt al  pârâului Zâmbreștelul. Zâm'( Zem') = pământ, breag= mal - Zâmbrea(g)ska = malul de pământ.

## Personalități marcante
- Alexandru Bădăuță (1901-1983), scriitor, șef al propagandei românești în anii `40 ai secolului al XX-lea
- Elena Lefescu, interpretă de muzică populară
- Liviu Surugiu (n.1969), autor de romane SF